# ミキヤヘアメイクカレッジ
ミキヤヘアメイクカレッジは、大阪府にあるヘアメイクスクール。
学校教育法に規定される学校や専修学校および、各種学校ではなく、また、美容師養成施設でもない。

## コース名
- トータルビューティコース

　ヘア&メイクアップ科、メイクアップ科
- キャリアアップコース

　ヘア&メイク科、メイク科
- ネイルコース

## 所在地
大阪市中央区博労町4-16-17 第三丸米ビル１Ｆ
「御堂筋線・長堀鶴見緑地線」、「心斎橋駅」から北西に徒歩4分